# Llámame (пісня WRS)
«Llámame» (з ісп. — Зателефонуй мені) — пісня румунського співака WRS, яка вийшла 10 лютого 2022 року. Ця пісня має представляти Румунію на Євробаченні 2022.

## Опис
23 грудня 2021 року було підтверджено, що WRS з піснею «Llámame» візьме участь у Selecția Națională 2022, щоб отримати право представляти Румунію на Євробаченні 2022. 5 березня 2022 після фіналу конкурсу, стало відомо, що він вирушить на конкурс.

## На Євробаченні
За правилами Євробачення, всі країни, крім країни-господарки й країн «Великої п'ятірки»(Іспанія, Німеччина, Велика Британія, Італія, Франція), мають пройти до фіналу з двох півфіналів. 25 січня 2022 року відбулося жеребкування, у якому Румунія була визначена учасницею другого півфіналу, який відбувся 12 травня 2022 року. Пісня змогла кваліфікуватись до фіналу.